# Tradescantia wrightii
Tradescantia wrightii là một loài thực vật có hoa trong họ Commelinaceae. Loài này được Rose & Bush miêu tả khoa học đầu tiên năm 1902.